# Кривосельский сельсовет
Кривосельский сельсовет (Крывасельскі сельсавет; до 2013 г. — Рабунский сельсовет) — административная единица на территории Вилейского района Минской области Белоруссии. Административный центр — агрогородок Кривое Село.

## Географическое положение
Граничит с Куренецким, Костеневичским сельсоветами Вилейского района и городом Вилейка.

## История
Рабунский сельский Совет образован в 1940 году. 28 июня 2013 года переименован в Кривосельский.

## Состав
Кривосельский сельсовет включает 44 населённых пункта:
- Балаши — деревня.
- Беловоротица — деревня.
- Боровые — деревня.
- Вороничи — деревня.
- Городиловичи — деревня.
- Григорки — деревня.
- Грицуки — деревня.
- Губы — деревня.
- Дашковка — деревня.
- Жуковичи — деревня.
- Котловцы — деревня.
- Кочанки — деревня.
- Кловси — деревня.
- Комары — деревня.
- Косута — деревня.
- Кривое Село — деревня.
- Кулеши — деревня.
- Лейлово — деревня.
- Липневичи — деревня.
- Малькевичи — деревня.
- Михничи — деревня.
- Нестерки — деревня.
- Новики — деревня.
- Новоселки — деревня.
- Осовец — деревня.
- Путричи — деревня.
- Рабунь — деревня.
- Речки — деревня.
- Слипки — деревня.
- Стражи — деревня.
- Татаровщина — деревня.
- Устиновичи — деревня.
- Чижевичи — деревня.

## Производственная сфера
- ФСХП ОАО «Вилейский комбикормовый завод».

## Социально-культурная сфера
- Здравоохранение: 2 фельдшерско-акушерских пункта.
- Образование: учебно-педагогический комплекс детский сад-общеобразовательная средняя школа
- Культура: сельский Дом культуры, сельский клуб, 2 библиотеки